# Johann Gruber
Johann Gruber (* 20. Oktober 1889 in Tegernbach bei Grieskirchen; † 7. April 1944 im Konzentrationslager Gusen) war katholischer Priester und eine der herausragendsten Persönlichkeiten des österreichischen Widerstandes gegen die Nationalsozialisten. Er wird als „Padre Gruber“, „Père Gruber“ etc., auch als „der Heilige von Gusen“ verehrt. Gruber gab seinen entschlossenen Widerstand selbst im Konzentrationslager nicht auf und organisierte im Lager neben einer Häftlingshilfsorganisation auch eine Art Nachrichtendienst.

## Werdegang
Johann Gruber war der Älteste aus einer Familie mit vier Kindern, die bereits sehr früh beide Elternteile verlor. Ab dem Jahre 1903 ermöglichte daher der Pfarrer von Grieskirchen Johann Gruber das Studium am Bischöflichen Seminar Kollegium Petrinum in Linz. In Linz trat Johann Gruber auch nach abgelegter Matura in das Priesterseminar ein und wurde am 27. Juli 1913 in Linz zum Priester geweiht.
Nach Jahren des Wirkens in der Pfarrseelsorge und als geistlicher Berater des Katholischen Arbeitervereins wechselte Johann Gruber im Juli 1918 als Lehrer in den Schuldienst beim Katholischen Waisenhaus in Linz. Intellektuell und pädagogisch sehr begabt, ermöglichte ihm Bischof Johannes M. Gföllner in weiterer Folge das Lehramtsstudium für Geschichte und Geographie an der Universität Wien, wo Johann Gruber 1923 zum Doktor der Philosophie promoviert wurde. In Wien wurde er Mitglied der katholischen Studentenverbindung K.a.V. Norica im ÖCV. Zurück in Linz lehrte Johann Gruber an der bischöflichen Lehrerbildungsanstalt, in unterschiedlichen Schulen aber auch vor Eisenbahnern und Gewerkschaftern. Er verfasste in dieser Zeit auch Lehrbücher und wurde schließlich im November 1934 auch zum Direktor der Blindenanstalt in Linz ernannt, welche er mit Weitblick und auch Konfliktfreudigkeit reformierte.

## Widerstand im Dritten Reich

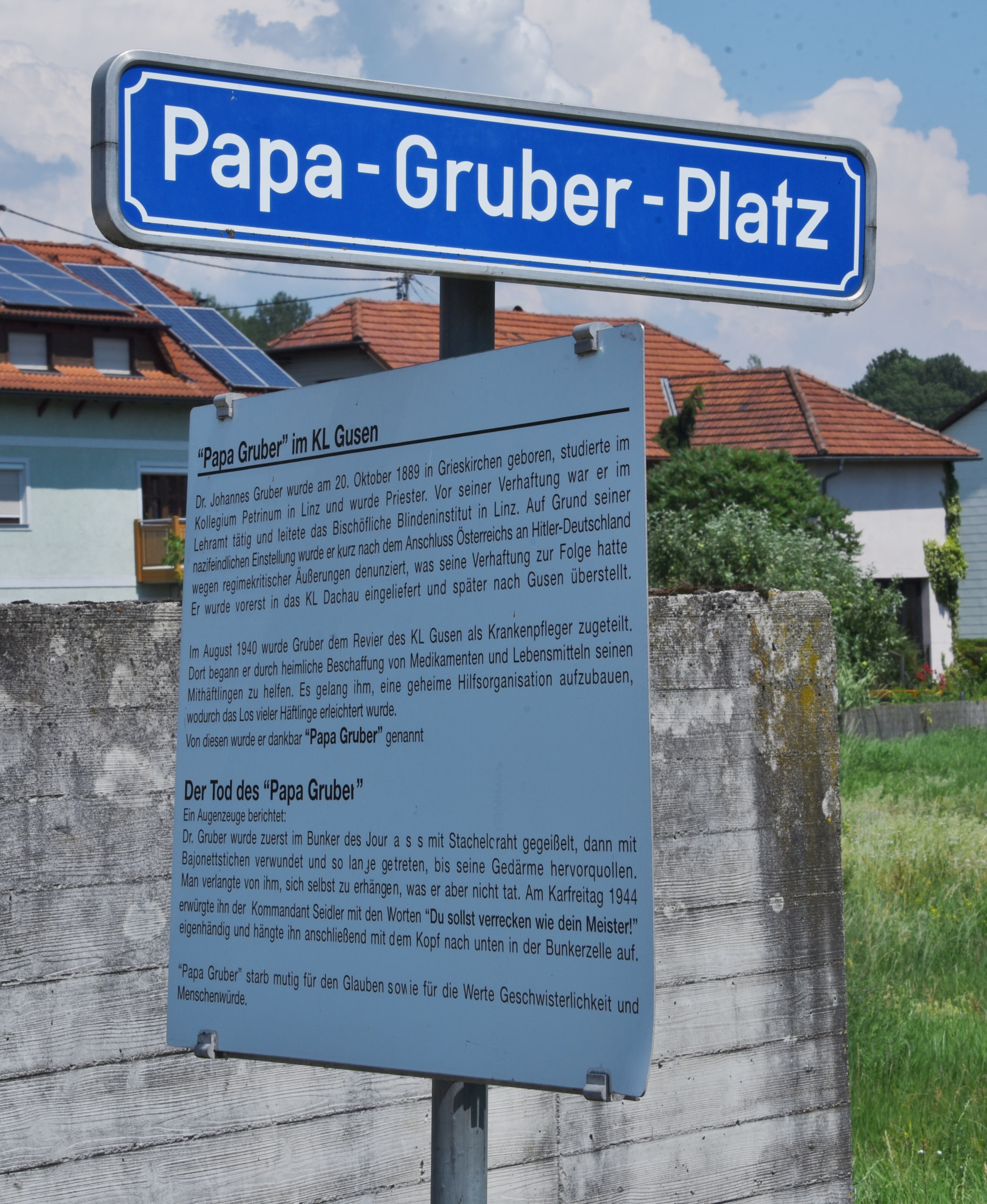
Papa-Gruber-Platz in Gusen

Diese Konfliktfreudigkeit sollte auch die Haltung Grubers im Jahr 1938 gegenüber den Nationalsozialisten bestimmen. Johann Gruber wurde daher bereits am 10. Mai 1938 in Polizeihaft genommen und in weiterer Folge medienwirksam unter dem Vorwurf unsittlichen Verhaltens gegenüber seinen Schülern in zwei Verfahren zu zwei Jahren schweren Kerkers in der Strafanstalt Garsten verurteilt. Da Gruber gegen seine Verurteilung intervenierte, wurde er schließlich am 4. April 1940 von der Gestapo in Schutzhaft genommen und zunächst in das KZ Dachau, dann im August 1940 als Häftling „DR-Schutz Nr. 43050“ mit anderen Priestern über Mauthausen in das KZ Gusen überstellt.
Im KZ Gusen I war Gruber vorerst als Pfleger im Häftlingsrevier beschäftigt und organisierte in dieser Funktion heimlich Medikamente für die Kranken. Ab 1942 war er als „Museums-Kapo“ des KZ Gusen I für die Verwahrung und Bestimmung archäologischer Funde zuständig, welche beim Bau einer „Schleppbahn“ zwischen dem KZ Gusen und dem Bahnhof St. Georgen an der Gusen gefunden wurden. In dieser Zeit organisierte Gruber auch die Betreuung von Kindern und Jugendlichen im KZ Gusen I. Er benutzte seine Kontakte mit der Außenwelt, um mit eingeschleustem Geld im Konzentrationslager Gusen eine geheime Hilfsorganisation für Häftlinge aufzubauen und im Gegenzug Informationen aus dem Lager nach außen dringen zu lassen. Bald wurde er daher von seinen Kameraden im Lager auch „Papa Gruber“ genannt.
Erst im März 1944 wurde Grubers Netzwerk im KZ Gusen I durch die Unachtsamkeit eines Verbindungsmannes aufgedeckt. Gruber wurde am 4. April 1944 in das Lagergefängnis beim Jourhaus gesperrt und drei Tage lang gequält, bis ihn schließlich am 7. April 1944 (dem Karfreitag 1944) Schutzhaftlagerführer Seidler mit den Worten „Du sollst verrecken, wie Dein Meister, zur dritten Stunde“ schwer malträtierte und zu Tode brachte.
Schon während der Einvernahmen nahm Oswald Pohl, der Chef des SS-Wirtschafts- und Verwaltungshauptamt in Berlin, den Fall Gruber im KZ Gusen zum Anlass, um in einem Geheimschreiben vom 16. März 1944 an alle Lagerkommandanten die Heranziehung von Geistlichen zu irgendwelchen Schreibarbeiten in den Konzentrationslagern zu verbieten.
Überlebende Häftlinge der KZ Gusen meldeten das Martyrium Grubers dem Bischöflichen Ordinariat Linz bereits einen Tag nach der Befreiung des Konzentrationslagers am 5. Mai 1945. Im Jahr 1987 haben überlebende Kameraden von Gruber einen Seligsprechungsprozess für ihn bei Kardinalstaatssekretär Agostino Casaroli erbeten. Der österreichische Künstler Alfred Hrdlicka widmete 1994/95 dem Martyrium von Johann Gruber einen Zyklus von 14 Radierungen. Die  Urteile der NS-Justiz gegen Johann Gruber wurden erst 1998 durch das Landesgericht Linz aufgehoben. Am 20. Dezember 2001 enthüllten Landeshauptmann Joseph Pühringer, Bischof Maximilian Aichern, Superintendent Hansjörg Eichmeyer und die Direktoren Johann Marckhgott und Wilfried Schlögl im Institut für Hör- und Sehbildung Linz eine Gedenktafel für Johann Gruber. Bischof Maximilian Aichern gab im Jahre 2002 auch ein Institutsprojekt zur Biographischen Forschung zu Johann Gruber an der Katholisch-Theologischen Privatuniversität Linz in Auftrag. 2006 wurde in der Stadtpfarrkirche Grieskirchen eine Gedenktafel enthüllt. In St. Georgen an der Gusen wurde 2013 im Zuge des Kunstprojektes "Passage gegen das Vergessen" der Künstlerin Renate Herter das Pfarrheim nach Johann Gruber benannt. Die vollständige Rehabilitierung erlangte Johann Gruber mehr als 70 Jahre nach seinem Tod: Mit Urteil vom 7. Jänner 2016 hob das Landesgericht für Strafsachen in Wien das NS-Gerichtsurteil von 1939 auch hinsichtlich eines angeblichen Sittlichkeitsdeliktes auf.

## Künstlerische Aufarbeitung
- 2017 Der Fall Gruber. Theaterstück von Thomas Baum, Regie und Hauptdarsteller: Franz Froschauer, Musik: Peter Androsch. UA: Mariendom Linz am 25. Juni 2017[1][2]